# Michal Mertiňák
Michal Mertiňák (ur. 10 października 1979 w Powaskiej Bystrzycy) – słowacki tenisista, reprezentant w Pucharze Davisa.

## Kariera tenisowa
Praworęczny tenisista karierę zawodową rozpoczął w 1999 roku. Swój pierwszy finał turnieju rangi ATP World Tour rozegrał w roku 2005 w chorwackim Umagu (w parze z Davidem Škochem). W 2006 roku wygrał po raz pierwszy w karierze imprezę z cyklu ATP World Tour, w Ćennaju (razem z Petrem Pálą). Od roku 2009 do 2010 razem grał z Františkiem Čermákiem. Razem wygrali sześć turniejów oraz czterokrotnie dochodzili do finałów rozgrywek. Łącznie Słowak (stan na sierpień 2014) wygrał 13 turniejów rangi ATP World Touroraz osiągnął 12 finałów.
W rozgrywkach międzynarodowych jest regularnym reprezentantem w Pucharze Davisa; od debiutu w 2003 pozostawał długo niepokonany w grze podwójnej (partnerował Dominikowi Hrbatemu i Karolowi Beckowi). Wniósł znaczący wkład w pierwszy w historii awans Słowacji do finału Pucharu Davisa w 2005 roku, w parze z Beckiem wygrywając debla we wszystkich rundach (z Hiszpanami, Holendrami i Argentyńczykami). W meczu finałowym przeciwko Chorwatom przegrał zarówno w deblu (w parze z zastępującym Becka, Hrbatým), jak i piątym, decydującym o końcowym rozstrzygnięciu, meczu singlowym (z Mario Ančiciem). Tym samym trofeum przypadło rywalom którzy wygrali konfrontację 3:2.
Najwyżej sklasyfikowany w rankingu singlistów był w lipcu 2005 roku na 129. miejscu, natomiast w zestawieniu deblistów w lutym 2010 roku zajmował 12. pozycję.

### Finały w turniejach ATP World Tour
| Legenda                                      |
| -------------------------------------------- |
| Wielki Szlem                                 |
| Igrzyska olimpijskie                         |
| Tennis Masters Cup / ATP Finals              |
| ATP Masters Series / ATP Tour Masters 1000   |
| ATP International Series Gold / ATP Tour 500 |
| ATP International Series / ATP Tour 250      |

#### Gra podwójna (13–12)
| Końcowy wynik | Nr  | Data                 | Turniej      | Nawierzchnia    | Partner           | Przeciwnicy                            | Wynik finału       |
| ------------- | --- | -------------------- | ------------ | --------------- | ----------------- | -------------------------------------- | ------------------ |
| Finalista     | 1.  | 31 lipca 2005        | Umag         | Ceglana         | David Škoch       | Jiří Novák Petr Pála                   | 3:6, 3:6           |
| Zwycięzca     | 1.  | 8 stycznia 2006      | Ćennaj       | Twarda          | Petr Pála         | Prakash Amritraj Rohan Bopanna         | 6:2, 7:5           |
| Zwycięzca     | 2.  | 5 lutego 2006        | Zagrzeb      | Dywanowa (hala) | Jaroslav Levinský | Davide Sanguinetti Andreas Seppi       | 7:6(7), 6:1        |
| Zwycięzca     | 3.  | 29 lipca 2007        | Umag         | Ceglana         | Lukáš Dlouhý      | Jaroslav Levinský David Škoch          | 6:1, 6:1           |
| Zwycięzca     | 4.  | 16 września 2007     | Bukareszt    | Ceglana         | Oliver Marach     | Martín García Sebastián Prieto         | 7:6(2), 7:6(8)     |
| Zwycięzca     | 5.  | 2 marca 2008         | Acapulco     | Ceglana         | Oliver Marach     | Agustín Calleri Luis Horna             | 6:2, 6:7(3), 10–7  |
| Zwycięzca     | 6.  | 20 lipca 2008        | Umag         | Ceglana         | Petr Pála         | Carlos Berlocq Fabio Fognini           | 2:6, 6:3, 10–5     |
| Finalista     | 2.  | 8 lutego 2009        | Viña del Mar | Ceglana         | František Čermák  | Pablo Cuevas Brian Dabul               | 3:6, 3:6           |
| Zwycięzca     | 7.  | 28 lutego 2009       | Acapulco     | Ceglana         | František Čermák  | Łukasz Kubot Oliver Marach             | 4:6, 6:4, 10–7     |
| Zwycięzca     | 8.  | 19 lipca 2009        | Stuttgart    | Ceglana         | František Čermák  | Victor Hănescu Horia Tecău             | 7:5, 6:4           |
| Zwycięzca     | 9.  | 2 sierpnia 2009      | Umag         | Ceglana         | František Čermák  | Johan Brunström Jean-Julien Rojer      | 6:4, 6:4           |
| Zwycięzca     | 10. | 27 września 2009     | Bukareszt    | Ceglana         | František Čermák  | Johan Brunström Jean-Julien Rojer      | 6:2, 6:4           |
| Finalista     | 3.  | 25 października 2009 | Moskwa       | Twarda (hala)   | František Čermák  | Pablo Cuevas Marcel Granollers         | 6:4, 5:7, 8–10     |
| Zwycięzca     | 11. | 8 listopada 2009     | Walencja     | Twarda (hala)   | František Čermák  | Marcel Granollers Tommy Robredo        | 6:4, 6:3           |
| Finalista     | 4.  | 9 stycznia 2010      | Ad-Dauha     | Twarda          | František Čermák  | Guillermo García-López Albert Montañés | 4:6, 5:7           |
| Finalista     | 5.  | 1 sierpnia 2010      | Umag         | Ceglana         | František Čermák  | Leoš Friedl Filip Polášek              | 3:6, 6:7(7)        |
| Zwycięzca     | 12. | 3 października 2010  | Kuala Lumpur | Twarda (hala)   | František Čermák  | Mariusz Fyrstenberg Marcin Matkowski   | 7:6(3), 7:6(5)     |
| Finalista     | 6.  | 19 lutego 2012       | São Paulo    | Ceglana (hala)  | André Sá          | Eric Butorac Bruno Soares              | 6:3, 4:6, 8–10     |
| Finalista     | 7.  | 26 lutego 2012       | Buenos Aires | Ceglana         | André Sá          | David Marrero Fernando Verdasco        | 4:6, 4:6           |
| Finalista     | 8.  | 4 marca 2012         | Delray Beach | Twarda          | André Sá          | Colin Fleming Ross Hutchins            | 6:2, 6:7(5), 13–15 |
| Finalista     | 9.  | 15 lipca 2012        | Stuttgart    | Ceglana         | André Sá          | Jérémy Chardy Łukasz Kubot             | 1:6, 3:6           |
| Zwycięzca     | 13. | 21 października 2012 | Moskwa       | Twarda (hala)   | František Čermák  | Simone Bolelli Daniele Bracciali       | 7:5, 6:3           |
| Finalista     | 10. | 17 lutego 2013       | São Paulo    | Ceglana (hala)  | František Čermák  | Alexander Peya Bruno Soares            | 7:6(5), 2:6, 7–10  |
| Finalista     | 11. | 9 lutego 2014        | Zagrzeb      | Twarda (hala)   | Philipp Marx      | Jean-Julien Rojer Horia Tecău          | 6:3, 4:6, 2–10     |
| Finalista     | 12. | 27 lipca 2014        | Gstaad       | Ceglana         | Rameez Junaid     | Andre Begemann Robin Haase             | 3:6, 4:6           |

## Odznaczenia
- Order Ľudovíta Štúra III Klasy – 2006[1]